# Peixe-elétrico

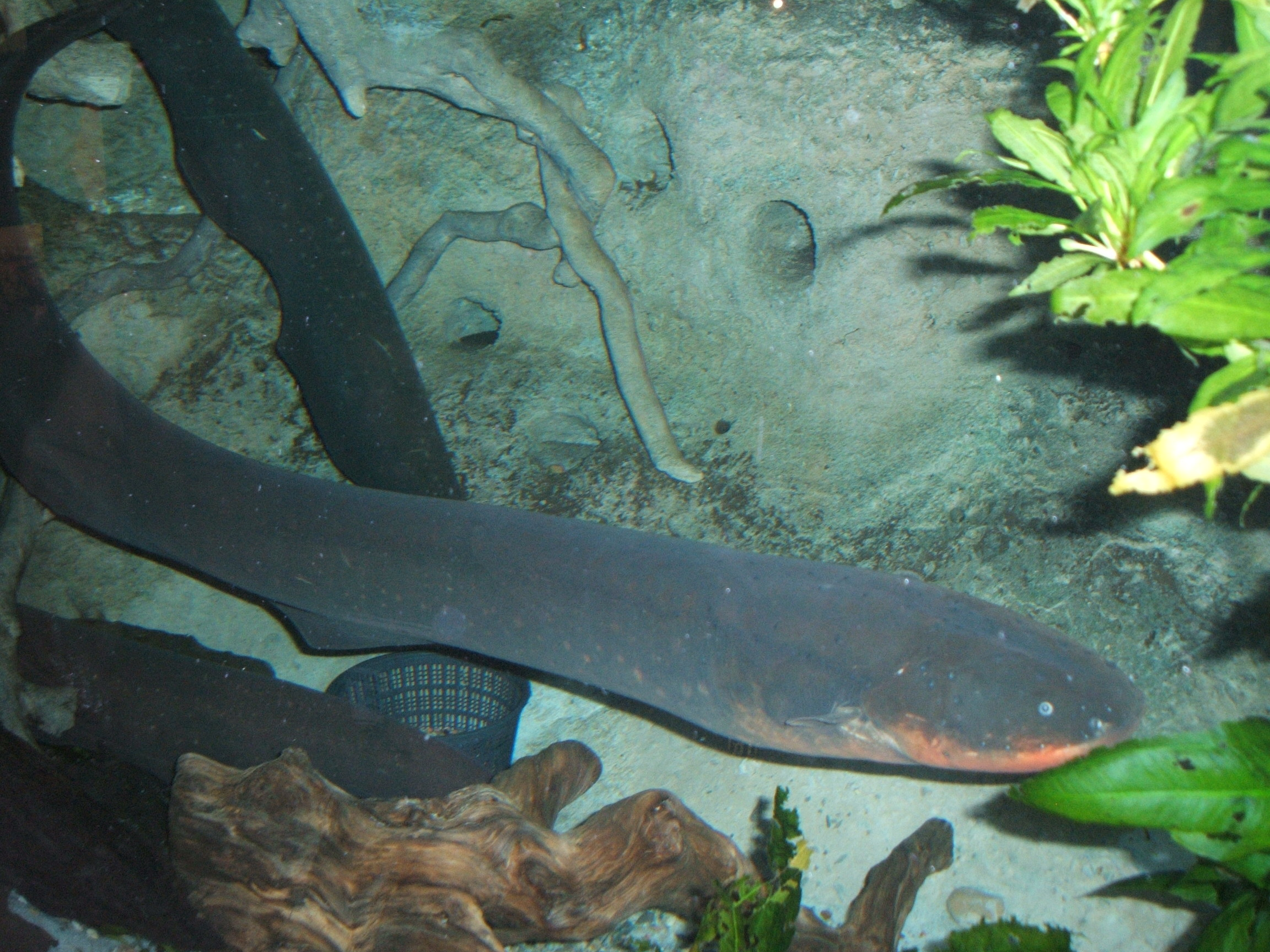
Enguia elétrica são os peixes capazes de gerar um campo elétrico.

Peixe-elétrico (como o poraquê do Brasil) é uma denominação comum dado às espécies de peixe, quer de água doce, quer de água salgada, de gêneros diversos, dotados de células especiais em região específica do corpo (parte médio-posterior, até a cauda), capazes de gerar diferenças de potencial elétrico e suscetíveis de, por associação em série, desenvolver capacidade de descarga externa total apreciável, a variar de poucas dezenas a muitas centenas de volts, em correntes também variáveis de fração de um a alguns ampères, os valores destas correntes a dependerem da resistência elétrica do receptor (presa aquática ou ameaça potencial ou ser humano em encontro eventual).
Cada vez que os eletrócitos são estimulados por um comando que vem do cérebro, eles produzem uma pequena descarga elétrica de aproximadamente 120 milésimos de volt (120 milivolts). Como o órgão elétrico é formado por milhares de eletrócitos que se descarregam ao mesmo tempo, um peixe como o brasileiro poraquê (Electrophorus electricus), com mais de 2 metros de comprimento, pode gerar mais de 600 volts numa única descarga.
O poraquê é apenas uma entre mais de 120 espécies de peixes elétricos que existem na América do Sul.
As descargas produzidas prestam-se tanto à subsistência alimentar, sendo utilizadas para atordoar as presas das quais o animal se alimenta (geralmente peixes menores), quando à autodefesa do animal em razão de perigo iminente.
Alguns peixes elétricos também apresentam o chamado resposta de prevenção de interferência, sendo um comportamento de algumas espécies quando dois peixes elétricos com descargas em forma de onda se encontram, cada peixe desloca sua frequência de descarga para aumentar a diferença entre as duas. Ao fazer isso, ambos os peixes evitam a interferência de seu sentido de eletrorrecepção.